# Tan Lines
Tan Lines è un film del 2005 diretto da Ed Aldridge.

## Trama
Australia. L'adolescente Midget Hollows trascorre le sue giornate cavalcando grandi onde e festeggiando con gli altri giovani surfisti. Quando Cass, il fratello maggiore gay del migliore amico di Midget, torna in città. Midget è immediatamente attratto dalla sua sicurezza, dalla sua apertura verso la sua omosessualità e dalle sue aggraziate abilità nel surf. Midget e Cass iniziano una relazione appassionata, ma non passa molto tempo prima che la relazione senta le tensioni della segretezza e  Midget scopre che la sua sessualità e la cultura che abita potrebbero non essere compatibili.